# هرمون

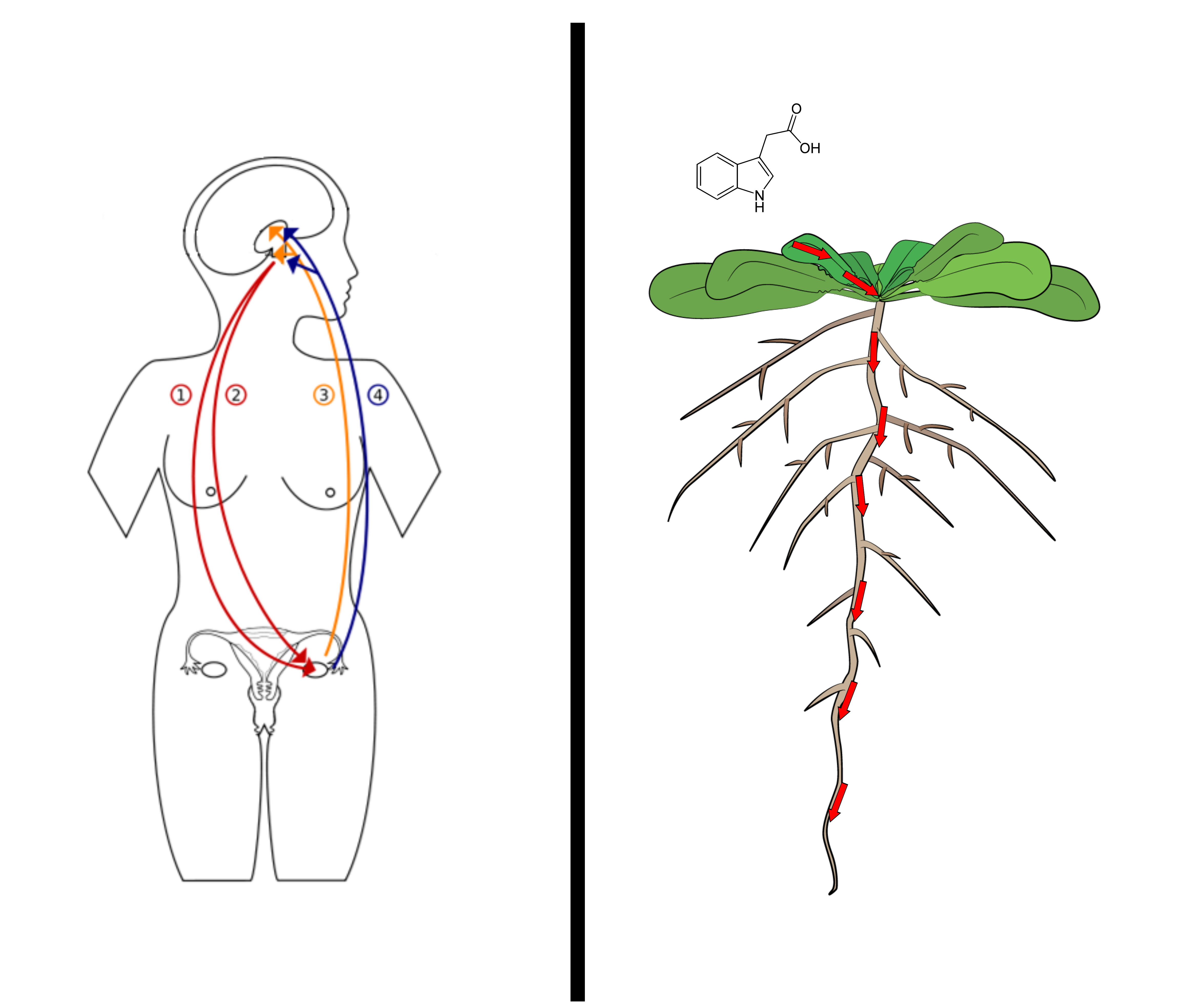
اليسار: حلقة الفعل والاستجابة للهرمونات عند أنثى بالغة. (1) الهرمون المنبه للجريب، (2) الهرمون اللوتيني، (3) البروجسترون، (4) استراديول. يمينًا: أكسين الانتقال من الأوراق إلى الجذور في نبات Arabidopsis thaliana.

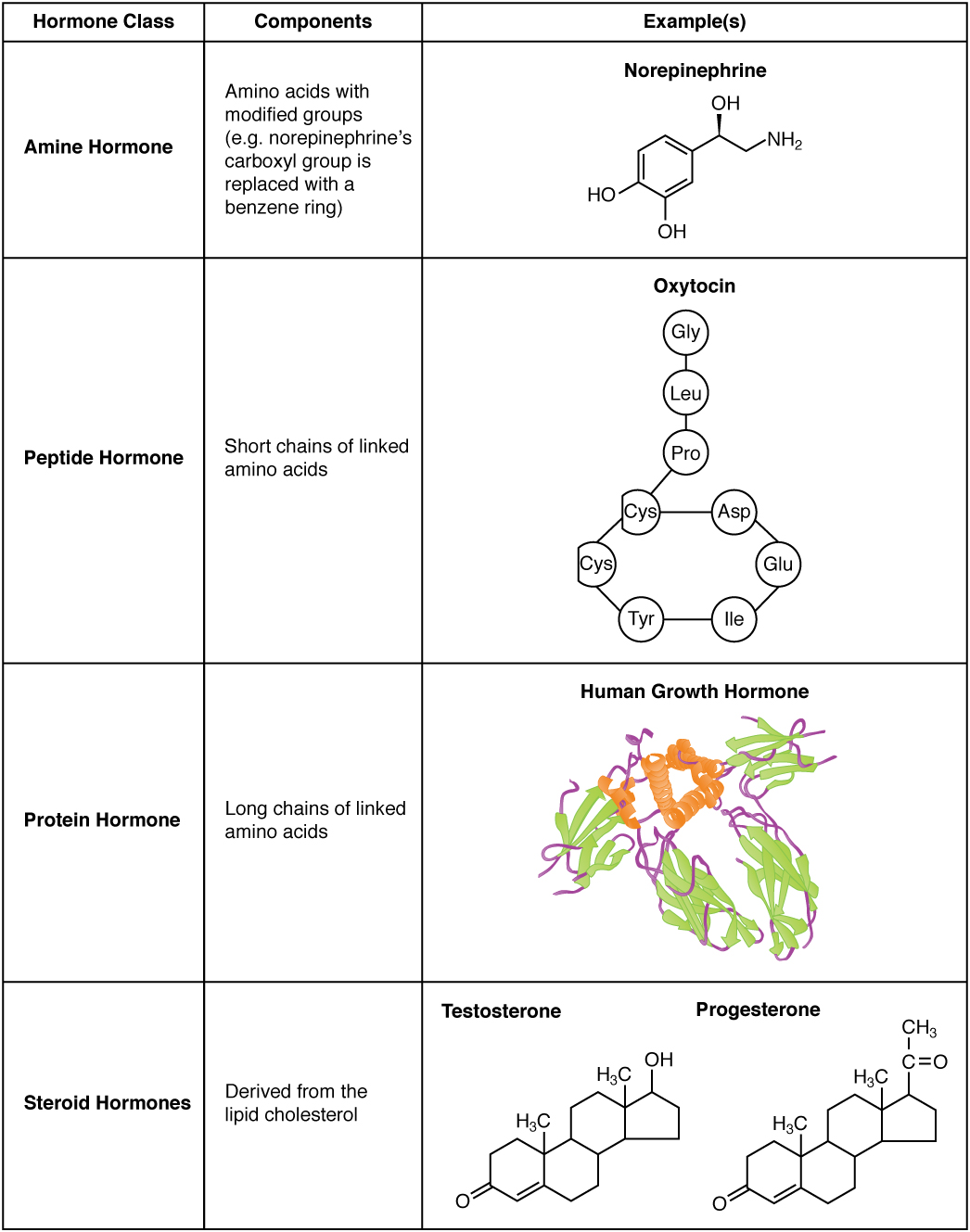
الأنواع المختلفة للهرمونات المُفرَزة في الجسم، مع اختلاف في الأدوار البيولوجيّة والوظائف

الهرمون أو الحاثَّة  هو أي عضو من فئة جزيئات الإشارة، والذي تنتجه الغدد في الكائنات مُتعدِّدة الخلايا، والذي يُنْقَل عن طريق جهاز الدّوران لاستهداف الأعضاء البعيدة، ولتنظيم وظائف الأعضاء والسّلوك. للهرمونات تراكيب كيميائيّة متنوعة، وتتكوّن بشكل رئيسيّ من ثلاث فئات: ايكوسانويدات، والستيرويدات، ومشتقات الحمض الأميني/ البروتين (الأمينات، والببتيدات، والبروتينات). تشمل الغدد التي تُفرِز الهرمونات نظامَ الإشارة للغدد الصمّ. يمتدّ مصطلح الهرمون أحيانًا ليشمل الموادّ الكيميائيّة التي تُنتجها الخلايا والتي تؤثِّر في الخلايا نفسها أو في الخلايا المُجاورة.
يتمّ استخدام الهرمونات للتّواصل بين الأعضاء والأنسجة للتّنظيم الفسيولوجيّ، والأنشطة السلوكيّة، مثل: الهضم، والأيض، والتنفّس، ووظيفة النّسيج، والإدراك الحسّيّ، والنّوم، والإخراج، والرّضاعة، والإجهاد، والنّموّ، والتّطوّر، والحركة، والإِنْجاب، والمزاج. تُؤثِّر الهرمونات في الخلايا البعيدة بالارتباط ببروتينات مستقبلة خاصة في الخلايا المُستهدَفة؛ مما يؤدّي إلى تغيّر في وظيفة الخلية. عندما يرتبط الهرمون بالمستقبل؛ مما يؤدّي إلى تنشيط طريق نقل الإشارة. قد يؤدّي هذا إلى استجابات خاصة بنوع الخليّة، والتي تشمل الآثار غير الجينيّة السّريعة أو استجابات جينيّة أبطأ، حيث تعمل الهرمونات من خلال مستقبلاتها لتقوم بتنشيط النّسخ الجينيّ مما يؤدي إلى زيادة الّتعبير الجينيّ للبروتينات المستهدفة. الهرمونات المرتكزة على الحموض الأمينيّة (الهرمونات الأمينيّة، والببتيديّة، أو البروتينيّة) هي ذائبة في الماء، وتعمل على سطح الخلايا المُستهدَفة عن طريق المِرْسالِ الثَّانِي. بينما الهرمونات الستيرويديّة هي ذائبة في الليبيدات (الدهنيّات)، تتحرك خلال الغِشاء الهَيولِيّ (البلازميّ) للخلايا المُستهدَفة ( كلا الغشائين: الغشاء الهَيولِيّ، والنَوَوِيَّ) لتعمل داخل النّوى.
قد يحدث إفراز الهرمون في العديد من الأنسجة. الغدد الصم هي المثال الرَّئِيسيّ، ولكن الخلايا المُتَخَصِّصَة في مختلف الأعضاء الأخرى تُفرِز أيضًا الهرمونات. يحدث إفراز الهرمون كاستجابة لإشارات كِيْميائيّة حَيَوِيّة خاصة من مجموعة واسعة من الأجهزة التّنظيميّة. على سبيل المثال، تركيز الكالسيوم في مصل الدم يؤثِّر في إنتاج هرمون الغدّة المجاورة للدرقيّة، وسكر الدم (تركيز الجلوكوز في مصل الدم) يؤثِّر في إنتاج الانسولين، وبسبب نواتج المعدة وإفرازات البنكرياس الخارجيَّة (كميّات من العصارة المعديّة، والعُصارَة البَنْكرياسِيَّة) والتي ستصبح مدخلات الأمعاء الدّقيقة؛ ستُفرِز الأمعاء الدقيقة الهرمونات لتحفيز أو تثبيط المعدة والبنكرياس اعتمادًا على مدى نشاطها (الأمعاء الدقيقة). يعتمد تنظيم إنتاج هرمونات الغُدَّةِ التَّنَاسُلِيَّة، وهُرْمونات قِشْرَةِ الكُظْر، وهرمونات الغدّة الدرقيّة غالبًا على مجموعات معقدة من التأثير المباشر وتفاعلات الارتجاع والتي تشمل المحاور الوِطائيّة – الكظريّة - النُّخاميّة، والتّناسليّة، والدّرقيّة.
بناءً على الإفراز، هرمونات محددة، تحتوي الهرمونات البروتينيّة والكاتيكُولامينات هي ذائبة في الماء؛ لذلك هي جاهزة لنقلها خلال جَهاز الدَّوَرانِ. هرمونات أخرى تحتوي الهرمونات الستيرويديّة والهرمونات الدرقيّة هي ذائبة في الليبيدات للسماح لها بالتوزع على نطاق واسع، يجب على هذه الهرمونات أن ترتبط بالبروتين السُكَّرِيّ البلازميّ الناقل (مثل: غلوبولين مُرْتَبِط بالتِّيروكْسين (غ.م.ث)) لتكوين مركّبات الربيط -البروتين. بعض الهرمونات هي نشطة بشكل كامل عندما يتمّ إطلاقها إلى مَجْرَى الدَّم (كما في حال الانسولين وهرمونات النمو)، بينما هرمونات أخرى هي طليعة الهرمون والتي يجب تنشيطها في خلايا خاصة خلال سلسلة من خطوات التنشيط، والتي عادةً هي على درجة عالية من التنظيم. يُفرِز جهاز الغدد الصّمّ الهرمونات بشكل مباشر في مَجْرَى الدَّم عادةً إلى الشُعَيرات المُنَوفَذَة (المُثَقَّبة). بينما يُفرِز جهاز خارِجِيُّ الإِفْراز هرموناته بشكل غير مباشر مُستخدِمًا القنوات. الهرمونات ذات وظيفة نَظير الصَّمَّاوِيّ (وهو نقل الخلية إفرازاتها للخلية المجاورة) تنتشر خلال الحَيِّز الخِلالي للأنسجة المُستهدَفة القريبة.
وبصورة عامة، يعنى الجهاز الهرموني أو جهاز الغدد الصماء بصورة رئيسية بالتحكم بمختلف الوظائف الاستقلابية للجسم، مثل: معدلات التفاعلات الكيميائية في الخلايا ،أو نقل المواد خلال أغشيتها، أو النواحي الأخرى للاستقلابات الخلوية مثل النمو والإفراز. وتتم بعض التأثيرات الهرمونية بعد تخزين وإفراز الهرمونات خلال ثوان، بينما يحتاج بعضها الآخر إلى عدة أيام لمجرد بدئها ولكنها تستمر بعد ذلك لعدة أسابيع أو حتى لأشهر وفقا لاختلاف كيمياء الهرمونات.
ويوجد العديد من العلاقات البينية بين الجهازين الهرموني والعصبي؛ فمثلا: هناك على الأقل غدتان تفرزان هرموناتها بصورة تامة تقريبا استجابة للمنبهات العصبية المناسبة، وهما لب الكظر لب الغدة الكظرية والغدة النخامية غدة نخامية. وتحكم مختلف الهرمونات النخامية بدورها إفرازات معظم الغدد الصماء الأخرى.

## نظرة عامة
للمزيد من المعلومات: نقل الإشارة.
تتطلّب الإشارات الهرمونيّة الخطوات التالية:
1. التَخْليقُ البَيولوجيّ لهرمون معين في نسيج معين.
2. تخزين وإفراز الهرمون.
3. نقل الهرمون إلى الخلية / الخلايا المستهدفة.
4. تعرُّف الهرمون عن طريق البروتين المرتبط بغشاء الخلية أو البروتين المستقبل داخل الخلية.
5. نقل الإشارات الهرمونيّة الواصلة على مراحل وتضخيمها بواسطة عملية نقل الإشارة: هذا يؤدي - فيما بعد - إلى استجابة خلويّة. ثمَّ قد يتمّ التّعرّف على تفاعل الخلايا المُستهدَفة بواسطة الخلايا الأصليّة المُنتجة للهرمون، وينتج عنه تنظيم سفليّ في إنتاج الهرمون. هذا مثال على الحلقة الارتجاعيّة السَّلبيّة الاستِتبابيّة.
6. انهيار الهرمون.

خلايا الهرمون عادة ما تكون من نوع خلايا متخصِّصة، والمُستقِّرة داخل الغدة الصمّاء، مثل: الغدة الدرقيّة، والمبايض، والخُصَى. تُخرِج الهرمونات خلايا المنشأ الخاصة بها بواسطة الإيماس (قَذْف الخليَّةِ لِمحتوياتِها) أو وسائط أخرى للغشاء الناقل. النموذج التّسلسليّ هو التّبسيط المُفرِط لعمليّة الإشارات الهرمونيّة. الخلايا المستقبلة للإشارات الهرمونيّة الخاصّة قد تكون إحدى أنواع الخلايا المتعدّدة التي تستقرّ داخل عدد من الأنسجة المختلفة، كما هو الحال بالنسبة للإنسولين، والذي يستهدف مجموعة متنوعة من الآثار الفسيولوجية المجموعيّة. الأنواع المختلفة للأنسجة قد تستجيب أيضًا بشكل مختلف لنفس الإشارة الهرمونيّة.

## التّنظيم
يتمّ تنظيم معدل التَخْليق البَيولوجيّ والإفراز للهرمون غالبًا بواسطة آلية ضبط الارتجاع السّلبِيّ الاستتبابيّ. هذه الآلية تعتمد على عوامل تؤثر في أيض وإخراج الهرمونات. لذلك التركيز العالي للهرمون وحده لا يستطيع إثارة آلية الارْتِجاع السَلْبِيّ. يجب إثارة الارْتِجاع السَلْبِيّ عن طريق فَرْطِ الإِنْتاج لتأثير الهرمون.
يمكن تحفيز وتثبيط إفراز الهرمون بواسطة:
- هرمونات أخرى (الهُرْمونات المُطْلِقَة أو المحفّزة).
- تركيز الأيونات أو المغذيّات في البلازما، وكذلك الغلوبولينات الرّابطة.
- الخلايا العصبيّة والنّشاط الفكريّ.
- التغيّرات البيئيّة، مثل: الضوء أو الحرارة.

مجموعة خاصة واحدة من الهرمونات هي الهرمونات المؤثِّرة، والتي تقوم بتحفيز إنتاج الهرمون للغدد الصمّ الأخرى، على سبيل المثال: الهُرمون المُحفِّز للدَّرقيَّة يُسبِّب النمو وزيادة نشاط غدد صمّاء أخرى، وهي الدرقيّة، مما يزيد مخرجات هرمون الدّرقيّة.
لإطلاق الهرمونات النشطة بشكل سريع إلى الدَّوران؛ قد تُنتِج الخلايا المُخَلَّقة للهرمون وتُخزِّن بيولوجيًّا الهرمونات غير النّشطة على شكل ما قبل الهرمونات أو طليعة الهرمونات. قد يتمّ تحويل هذه الهرمونات فيما بعد بشكل سريع إلى شكلها النشط كاستجابة لمُنبِّه معيّن.
تعملالايكوسانويدات كهرمونات موضعيّة. وهي تعدُّ موضعيَّة لأنّها تمتلك آثارًا خاصة على الخلايا المستهدفة القريبة من مكان تكوّنها. ولديها أيضًا دورة تحلّل سريعة؛ للتَّأكُّد من عدم وصولها أماكن بعيدة داخل الجسم.

## طبيعة الهرمون
الهرمون هو مادة كيميائية تفرز إلى سوائل الجسم من خلية واحدة أو من مجموعة خلايا ولها تأثير تحكمي فيزيولوجي على خلايا أخرى في الجسم من خلال استجابات مستقبلات الهرمون الخاصة بكل هرمون ؛ فالبعض منها هرمونات موضعية local والبعض الآخر هرمونات عامة general.
والأمثلة على الهرمونات الموضعية هي : الأستيل كولين أستيل كولين الذي يحرر عند النهايات العصبية والهيكيلية، والسيكريتين سيكريتين الذي يحرر من جدران الإثنا عشر وينقل في الدم إلى البنكرياس ليولد إفرازا مائيا بنكرياسيا، والكوليسيستوكينين كوليسيستوكينين الذي يحرر في الأمعاء الدقيقة وينقل إلى المرارة ليولد تقلصها وإلى البنكرياس ليولد إفراز إنزيماته الهضمية ؛ ومن الواضح أن لهذه الهرمونات تأثيرات خاصة موضعية، وقد نتجت تسمية الهرمونات الموضعية من هذه الخاصية.
وتفرز معظم الهرمونات العامة من الغدد الصماء غدة صماءs ؛ مثل : الأدرينالين أدرينالين، والنورإبينفرين نورإبينفرين، اللذان يفرزان من لب الغدتين الكظريتين لب الغدة الكظرية استجابة للتنبيه العصبي السيمباثاوي.
وينقل هذان الهرمونان في الدم إلى كل أقسام الجسم ليولدا العديد من الاستجابات المختلفة، وخاصة تضيق الأوعية الدموية وارتفاع ضغط الدم.
والبعض من الهرمونات العامة تؤثر على كل أو معظم خلايا الجسم. والأمثلة على ذلك هرمون النمو هرمون النمو المفرز من الغدة النخامية الأمامية، الذي يسبب النمو في كل أو في معظم أقسام الجسم، وهرمون الغدة الدرقية هرمونات الغدة الدرقية المفرز من الغدة الدرقية، الذي يزيد سرعة معظم التفاعلات الكيميائية في كل خلايا الجسم تقريبا.
ولكن هناك هرمونات أخرى تؤثر فقط على أنسجة معينة تسمى الأنسجة المستهدفة target tissues لأن لهذه الأنسجة فقط مستقبلات الهرمون خاصة للخلايا المستهدفة ترتبط بهذه الهرمونات لتبدأ فعاليتها. فمثلا ؛ الهرمون الموجه لقشر الكظر الهرمون الموجه لقشر الكظر من الغدة النخامية أمامية تنبه بصورة خاصة قشر الكظر، وتسبب إفرازها للهرمونات القشرية الكظرية. وكذلك هرمونات المبيض ovarian hormones التي لها تأثيرات خاصة على الأعضاء الجنسية الأنثوية وكذلك على الخواص الجنسية الثانوية لجسم الأنثى

## المستقبلات

الجانب الأيسر يُظهِر هرمون ستيرويديّ (1) دخول الخليّة (2) الارتباط بمستقبل البروتين في النواة، فيُسبِّب (3) إنتاج الحَمْض النَّوَوِيِّ الرِّيبِي المرسال، وهي الخطوة الأولى في إنتاج البروتين. الجانب الأيمن يُظهِر هرمونات بروتينيّة (1) الارتباط بالمستقبلات والتي (2) تبدأ سبيل التنبيغ (نقل الإشارة). ينتهي سبيل التنبيغ (3) بعوامل النسخ والتي يتمّ تنشيطها في النواة، ويبدأ إنتاج البروتين. في كِليْ الرسمين: a : الهرمون، b: غشاء الخليّة، c : الهيولى (السيتوبلازم)، d : النواة.

تبدأ معظم الهرمونات الاستجابة الخلويّة إما الارتباط بالمستقبلات المرتبطة بغشاء الخليّة أو المستقبلات داخل الخليّة. قد يكون للخليّة أنواع مختلفة متعددة للمستقبل والتي تتعرّف الهرمون نفسه، ولكنها تقوم بتنشيط سبل مختلفة لنقل الإشارة، أو قد يكون للخليّة مستقبلات مختلفة ومتعددة وتتعرّف هرمونات مختلفة، وتقوم بتنشيط نفس السبيل البيوكيميائيّ.
مستقبلات معظم هرمونات الببتيدات وكذلك هرمونات العديد من الايكوسانويدات يتمّ تضمينها فيالغشاء البلازميّ على سطح الخليّة، ويعود معظم هذه المستقبلات إلى صنف المستقبل المقترن بالبروتين ج(م م ب ج) من البروتينات عبْرَ الغِشائِيّة اللولبيّة أَلْفا السّبعة. يُحفِّز التّفاعل بين الهرمون والمستقبل عادةً سلسلة من الآثار الثانويّة ضمن هَيولَى (سيتوبلازم) الخليّة، غالبًا يتطلّب الفَسْفَتَة (الفسفرة ( أو نَزْع الفُسْفات من البروتينات الهَيولِيّة الأخرى المتنوّعة، وتغيّرات في نَفاذِيَّة القناة الأيونيّة، أو زيادة تركيز الجزيئات الجوّانيّة ( داخل الخلايا) والتي قد تعمل كرسول ثانويّ ( مثل: أُحادِيُّ فُسْفاتِ الأَدينُوزِين الحلقيّ). بعض هرمونات البروتين أيضًا تتفاعل مع المستقبلات الجوانيّة الواقعة في الهَيولَى (السيتوبلازم) أو النّواة عن طريق الآليّة الداخليّة (عمل الهرمون داخل الخليّة).
تقع مستقبلات الهرمونات الستيرويديّة أو الدرقيّة داخل الخليّة في السيتوبلازم للخليّة المُستهدَفة. تعود هذه المستقبلات إلى عائِلَة المستقبلات النَوَوِيَّة من عوامل النسخ المُنشِّطة للربيطة. لترتبط هذه الهرمونات بمستقبلاتها، يجب عليها أولاً عبور غشاء الخليّة. يمكنها عمل ذلك لأنّها ذائبة في الليبيدات. ثمّ ينتقل مركَّب الهرمون – المستقبل المشترك عبر الغشاء النوويّ إلى داخل نواة الخليّة، وهناك يرتبط بسلاسل معيّنة للحَمض الرِّيبِيّ النَّوَوي المَنزُوع الأوكسجين، وتنظيم تعبير جينات معيّنة؛ ونتيجة لذلك زيادة مستويات البروتينات المُشفَّرة بهذه الجينات. ومع ذلك، فقد تبيّن أنّه ليس جميع مستقبلات الستيرويد تقع داخل الخلية. ويرتبط بعضها بالغشاء الهيوليّ.

## تأثير الهرمونات
تلعب الهرمونات دورًا حاسمًا في تنظيم وظائف الجسم الحيوية عبر آليات دقيقة تؤثر في سلوك الخلايا والأنسجة. يُمكن تلخيص تأثيراتها كما يلي:
- تنظيم النمو: تحفّز بعض الهرمونات مثل هرمون النمو (GH) النمو الخلوي والأنسجة، بينما يثبّط بعضها الآخر هذه العمليات.
- ضبط الإيقاع اليومي (Circadian rhythm): مثل الميلاتونين الذي ينظّم دورات النوم واليقظة.
- تعديل الحالة المزاجية والسلوكية: ترتبط هرمونات مثل السيروتونين والكورتيزول بتقلّب المزاج والاستجابات النفسية.
- التحكم في الاستماتة (Apoptosis): تلعب دورًا في بقاء الخلايا أو تحفيز موتها المبرمج.
- تنظيم المناعة: مثل تأثير الستيرويدات القشرية على تثبيط الاستجابة المناعية والالتهاب.
- ضبط الأيض (Metabolism): تنظم هرمونات مثل الأنسولين والثيروكسين عمليات التمثيل الغذائي.
- التهيئة الفسيولوجية: تعد الجسم للتكاثر، أو المواجهة، أو الهروب، أو غيرها من الحالات مثل إفراز الأدرينالين.
- التحولات الحيوية الكبرى: تنسّق الانتقال إلى مراحل مثل البلوغ، الحمل، سن اليأس.
- التحكم في الدورة التناسلية: عبر هرمونات مثل الهرمون المنشط للجسم الأصفر (LH) والهرمون المنبّه للجريب (FSH).
- تنظيم الشهية: مثل الليبتين والغريلين في التحكم بالجوع والشبع.
- التهيّج الجنسي: تنخرط هرمونات مثل التستوستيرون والإستروجين في الرغبة والسلوك الجنسي.

تؤثّر بعض الهرمونات كذلك على إفراز غيرها من الهرمونات ضمن آليات التغذية الراجعة (Feedback mechanisms)، مما يُساعد في الحفاظ على الاتزان الداخلي (Homeostasis) في البيئة الداخلية للجسم.

## الفئات الكيميائيّة
يتمّ تعريف الهرمونات وظيفيًّا، وليس من الجانب البنائيّ، قد يكون لها بنى كيميائيّة مختلفة. توجد الهرمونات في الكائنات الحيّةعديدة الخلايا (النباتات، والحيوانات، والفطريّات، والطحالب البنية، والطحالب الحمراء). توجد هذه المركّبات أيضًا في الكائنات الحيّة وحيدة الخلايا، وقد تعمل كجزيئات للإشارة، ولكن في هذه الحالة ليس هناك إجماع إذا كان بالإمكان تسميتها بالهرمونات.

### الحيوانات
للمزيد من المعلومات: قائمة هرمونات البشر.
تقع هرمونات الفقاريات ضمن أربع فئات كيميائيّة رئيسيّة:
- مشتقات الحموض الأمينيّة، مثل: ميلاتونين، وثايروكسين.
  - الببتيدات، وعديد الببتيدات، والبروتينات. الهرمونات الببتيديّة تحتوي الهرمون المُطْلِق لمُنشِّط الدَّرقِيَّة، والهرمون المانع لإدرار البول. تتكوّن الببتيدات من عشرينات أو مئات الحموض الأمينيّة والتي تعود إلى البروتينات. تتضمّن هرمونات البروتينات هرمون النمو والانسولين. تحمل هرمونات البروتينات الأكثر تعقيدًا الكربوهيدرات على السلسلة الجانبيّة، وتُسمَّى الهرمونات البروتينيّة السكريّة. الهرمون المُنشِّط للجسم الأصفر، والهُرمون المُنشِّط للحوصلة، والهُرمونُ المُنشِّط للدَّرقِيَّة هي أمثلة على الهرمونات البروتينيّة السكريّة.
- الايكوسانويدات هي هرمونات مشتقَّة من الليبيدات، مثل: حَمْضُ الأراكيدونيك، وليبوكسين، وبروستاغلاندين.[14]
- الستيرويدات: هي هرمونات مشتقّة من الكوليسترول. أمثلة على الهرمونات الستيرويدية: الهرمونات الجنسيّة (إستراديول، والهرمون الذكريّ (تستوستيرون))، وهرمون الضغط كورتيزول.[15]

بالمقارنة مع الفقاريات، تمتلك الحشرات والقشريّات عدد من الهرمونات غير العاديّة بنائيًّا، مثل: هرمونات الشباب (الهُرْمونات اليَفَعِيّة) وسيسكوتيربينويد.

### النبات
للمزيد من المعلومات: هرمون النبات وتصنيفات الهرمونات النباتيّة.
تتضمّن هرمونات النبات حمض التسقيط، وأكسين، وسيتوكينين، وإيثيلِين، وجبرلين.

## الاستخدام العلاجيّ
تُستخدَم العديد من الهرمونات ومشابهاتها الوَظيفيّة والبنائيّة كدواء. الهرمونات الموصوفة الأكثر شيوعًا هي استروجين وبروجستيرون (كوسائل منع الحمل الهرمونيّة وكعلاج استبدال الهرمونات)، والثايروكسين (كــ ليفوثيروكسين (هرمون درقيّ صناعيّ) لقُصور الدَّرقيَّة)، والستيرويدات (أمراض المَناعةِ الذَّاتيَّة، والاضطرابات التّنفسيّة المتعدّدة). يستخدم الانسولين المصابون بالسكر. التحضيرات المحلية لاستخدامها في طب الأنف والأذن والحنجرة غالبًا تحتوي على المُكافِئة الدوائية (نفس القيمة الدوائيّة) للأدرينالين، بينما تُستخدَم كريمات الستيرويد وفيتامين د على نطاق واسع في الممارسة الجلديّة.
الجرعة الدوائيّة أو الجرعة فوق الفسيولوجيّة للهرمون هو الاستعمال الطبّيّ يُشير إلى كمية الهرمون وهي أكبر بكثير مما يحدث بشكل طبيعيّ في الجسم السّليم. قد تكون آثار الجرعة الدوائيّة للهرمونات مختلفة عن الاستجابات للكميات الواقعة بشكل طبيعيّ، وقد تكون مفيدة علاجيًّا، وبالرغم من ذلك لها آثار جانبيّة ضارة محتملة. وعلى سبيل المثال، قدرة الجرعات الدوائيّة للهرمون القشريّ السّكّريّ على كبت للالتهاب.

## التّفاعلات الهرمونيّة السلوكيّة
على المستوى العصبيّ، يمكن استنتاج السلوك اعتمادًا على: تركيز الهرمون، والأساليب المُطلِقة للهرمونات، وأعداد ومواقع مستقبلات الهرمون، وكفاءة مستقبلات الهرمون اللازمة للنسخ الجينيّ. ليس فقط الهرمونات تُؤثِّر في السّلوك، ولكن أيضًا السّلوك والبيئة تُؤثِّران في الهرمونات. لذلك تتكوّن حلقة الارتجاع. على سبيل المثال، السّلوك يمكنه التّأثير في الهرمونات، والتي بدورها يمكنها التّأثير في السّلوك، والذي بدوره يمكنه التّأثير في الهرمونات، وهكذا.
ثلاث مراحل واسعة من التفكير يمكن استخدامها عند تحديد التفاعلات الهرمونية السلوكيّة:
- تكرار حدوث السّلوك المعتمد هرمونيًّا يجب أن يتوافق مع مصدره الهرمونيّ.
- لا يُتوقَّع السّلوك المعتمد هرمونيًّا إذا كان مصدره الهرمونيّ (أو أنواع عمله) غير موجود.
- يُتوقَّع إعادة إدخال المصدر الهرمونيّ المعتمد سلوكيًّا (أو أنواع عمله) لإعادة السّلوك الغائب.

## المقارنة مع النّاقلات العصبيّة
هناك العديد من الفروقات الواضحة بين الهرمونات والناقلات العصبيّة:
- يؤدي الهرمون وظائفه بنطاق مكانيّ وزمانيّ أكبر مما يستطيع النّاقل العصبيّ.
- الإشارات الهرمونيّة يمكنها السفر تقريبًا في أيّ مكان في جهاز الدّوران، بينما الإشارات العصبيّة مُقيَّدة في مساحات العصب الموجودة مُسبَقًا.
- إذا افترضنا مسافة السفر متساوية، الإشارات العصبيّة ستنتقل بسرعة أكبر بكثير (في نطاق الميلي ثانية) من الإشارات الهرمونيّة (في نطاق الثواني أو الدقائق أو الساعات). يمكن إرسال الإشارات العصبيّة بسرعة تصل إلى 100 متر / ثانية.
- تخضع الإشارات العصبيّة لقانون الكلّ أو العدم (عمل كل شيء أو لا شيء (رقمي))، بينما الإشارات الهرمونيّة يمكنها التغيّر باستمرار اعتمادًا على تركيز الهرمون.

## البروتينات المرتبطة
نقل الهرمونات ومشاركة البروتينات المرتبطة هو جانب أساسيّ عند النظر في وظيفة الهرمونات. هناك العديد من الفوائد عند تشكيل مركب مع لبروتينات المرتبطة: يتم زيادة عمر النصف الفعال للهرمون المرتبط؛ حيث يتم إنشاء خزان من الهرمونات المرتبطة، مما يفسّر الاختلافات في تركيز الهرمونات غير المرتبطة (الهرمونات المرتبطة ستحل محل الهرمونات غير المرتبطة عندما يتم إخراجها).

## الاكتشاف
بدأ فهم الهرمونات في أواخر القرن التاسع عشر، عندما لاحظ العلماء وجود مواد تنقل إشارات كيميائية داخل الجسم. أول هرمون تم اكتشافه هو السكرتين، وقد اكتشفه العالمان البريطانيان ويليام بايليس وإرنست ستارلينغ عام 1902 أثناء دراسة آلية إفراز العصارة البنكرياسية. لاحظا أن تحفيز الأمعاء بإفرازات حمضية أدى إلى إفراز البنكرياس للعصارة حتى بعد قطع الأعصاب، مما دلّ على وجود مادة كيميائية مسؤولة عن النقل وسُمّيت لاحقًا بالإسرينين أو السكرتين.
اقترح ستارلينغ مصطلح «هرمون» عام 1905 في محاضرة كروونيان (Croonian Lecture) بعنوان “On the Chemical Correlation of the Functions of the Body” (حول الترابط الكيميائي لوظائف الجسم).
وقد وثّق المؤرخ الطبي فيكتور كورنيليوس ميدفي هذا الاكتشاف في كتابه "A History of Endocrinology" (تاريخ علم الغدد الصماء).

## الخواص الدوائية
يفرز الهرمون في الدم مباشرة من خلال غدد خاصة تسمي بالغدد الصماء كما أنه هناك نوع آخر من الهرمونات تفرز غدد قنوية مثل الغدد اللعابية الموجودة تحت اللسان وهناك نوع ثالث من الغدد يسمى بالغدد المشتركة والتي تفرز هرمونات في الدم مباشرة وهرمونات خارجية مثل غدة البنكرياس.

## نظرة عامة على الغدد الصماء الهامة وهرموناتها

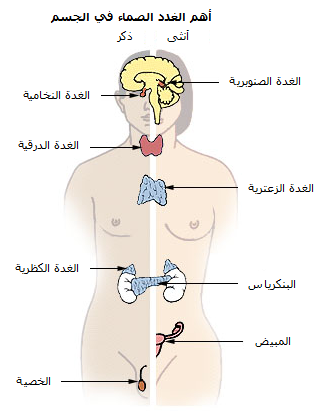
الغدد الصمّ الرئيسية. (أنثى يمين، ذكر يسار) 1. الغدة الصنوبرية 2. الغدة النخامية 3. الغدة الدرقية 4. الغدة الزعترية 5. الغدة الكظرية 6. البنكرياس 7. المبيض 8. الخصية

### هرمونات الغدة النخامية أمامية
- هرمون النمو هرمون النمو؛ الذي يولد نمو كل خلايا وأنسجة الجسم تقريبا.
- الهرمون الموجه لقشر الكظر ؛ تسبب إفراز قشر الكظر للهرمونات القشرية الكظرية.
- الهرمون منبه الدرقية ؛ الذي يسبب إفراز الغدة الدرقية للثيروكسين ولثالث يود الثيرونين.
- هرمون منشط للحوصلة ؛ يسبب نمو الجريبات في المبيضين قبل الإباضة إباضة، ويعزز تكوين النطف في الخصية.
- هرمون منشط للجسم الأصفر ؛ يقوم بدور هام في تسبيب الإباضة، كما أنه يسبب إفراز الهرمونات الجنسية الأنثوية من المبيضين والتستوستيرون من الخصيتين.
- هرمون الحليب (برولاكتين) : يعزز تطوير الثديين وإفراز الحليب.

### هرمونات الغدة النخامية الخلفية
- الهرمون المضاد لإدرار البول أو القابض للأوعية الدموية ؛ يسبب احتفاظ الكلى بالماء، فيزيد بذلك محتواه في الجسم، كما أنه يسبب عند تركيزه العالي تضيق الأوعية الدموية في كل أنجاء الجسم ويرفع ضغط الدم.
- الأوكسيتوسين ( الأوسيتوسين ) أوكسايتوسين ؛ يسبب تقلص الرحم أثناء عملية الولادة ويساعد بذلك على طرد المولود خارج الرحم، كما أنه يقلص الخلايا العضلية الظهارية في الثديين، فيطرح بذلك الحليب منهما عندما يمصه الرضيع.

### القشرة الكظرية
- الكورتيزول ؛ له عدة وظائف استقلابية للتحكم باستقلاب السكريات والبروتينات والدهون.
- الألدوستيرون : يقلل من إفراغ الصوديوم من الكليتين ويزيد من إفراغ البوتاسيوم، ويزيد بذلك من محتوى الصوديوم في الجسم ويقلل من البوتاسيوم فيه.

### الغدة الدرقية
- الثيروكسين هرمونات الغدة الدرقية وثالث يود الثيرونين ثلاثي يود الثيرونين؛ وهما يزيدان من سرعة التفاعلات الكيميائية في كل خلايا الجسم تقريبا، التي تزيد بذلك المستوى العام لاستقلاب الجسم.
- الكالسيتونين ؛ يعزز تراكم الكالسيوم في العظام فيقلل بذلك من تركيزه في السائل خارج الخلايا.

### جزر لانغرهانس في البنكرياس
- الأنسولين ؛ يعزز دخول الجلوكوز إلى معظم خلايا الجسم ويتحكم بهذه الطريقة بمعدل استقلاب معظم السكريات.
- الجلوكاجون ؛ يزيد تركيب وتحرير الجلوكوز من الكبد إلى سوائل الدوران في الجسم.

### المبيضان
- الإستروجينات (الاستراديول) ؛ تنبه تطور الأعضاء الجنسية الأنثوية والثديين ومختلف الخواص الجنسية الثانوية.
- البروجستيرون ؛ ينبه إفراز الغدد البطانية للرحم، ويساعد في تعزيز تطوير الجهاز الإفرازي للثديين.

### الخصيتان
- التستوستيرون

### الغدة جارة الدرقية
1) هرمون الدريقات ( جارات الدرقية ) هرمون جار درقي ؛ حيث يتحكم بتركيز أيونات الكالسيوم في السائل خارج الخلايا بالتحكم في :
- امتصاص الكالسيوم من الأمعاء.
- إفراغ الكالسيوم من الكليتين.
- تحرير الكالسيوم من العظام.

### المشيمة
- البروجستيرون؛ تعزز التطور الخاص لبطانة الرحم قبل غرس البويضة الملقحة، كما يحتمل أنه يعزز تطور بعض أنسجة الجنين وأعضائه، ويساعد في تحفيز تطور جهاز الإفراز لثديي الأم.
- الإستروجينات؛ تعزز نمو الأعضاء الجنسية للأم وبعض أنسجة الجنين.

يتضح من هذه النظرة العامة لجهاز الغدد الصماء بأن معظم الوظائف الاستقلابية للجسم تحكم بطريقة أو بأخرى بالغدد الصماء. فمثلا؛ من دون هرمون النمو يبقى الشخص قزما. ومن دون هرموني الثيروكسين وثالث يود الثيرونين من الغدة الدرقية تصبح تقريبا كل التفاعلات الكيميائية في الجسم كسولة أيضا. ومن دون الأنسولين من البنكرياس لا تتمكن خلايا الجسم من استعمال السكريات لتوليد الطاقة إلا قليلا جدا. ومن دون الهرمونات الجنسية ينعدم التطور الجنسي ووظائفه.

## وصلات خارجية
- Hormones في المكتبة الوطنية الأمريكية للطب نظام فهرسة المواضيع الطبية (MeSH).